# Zona de Vihorlat-Gutin

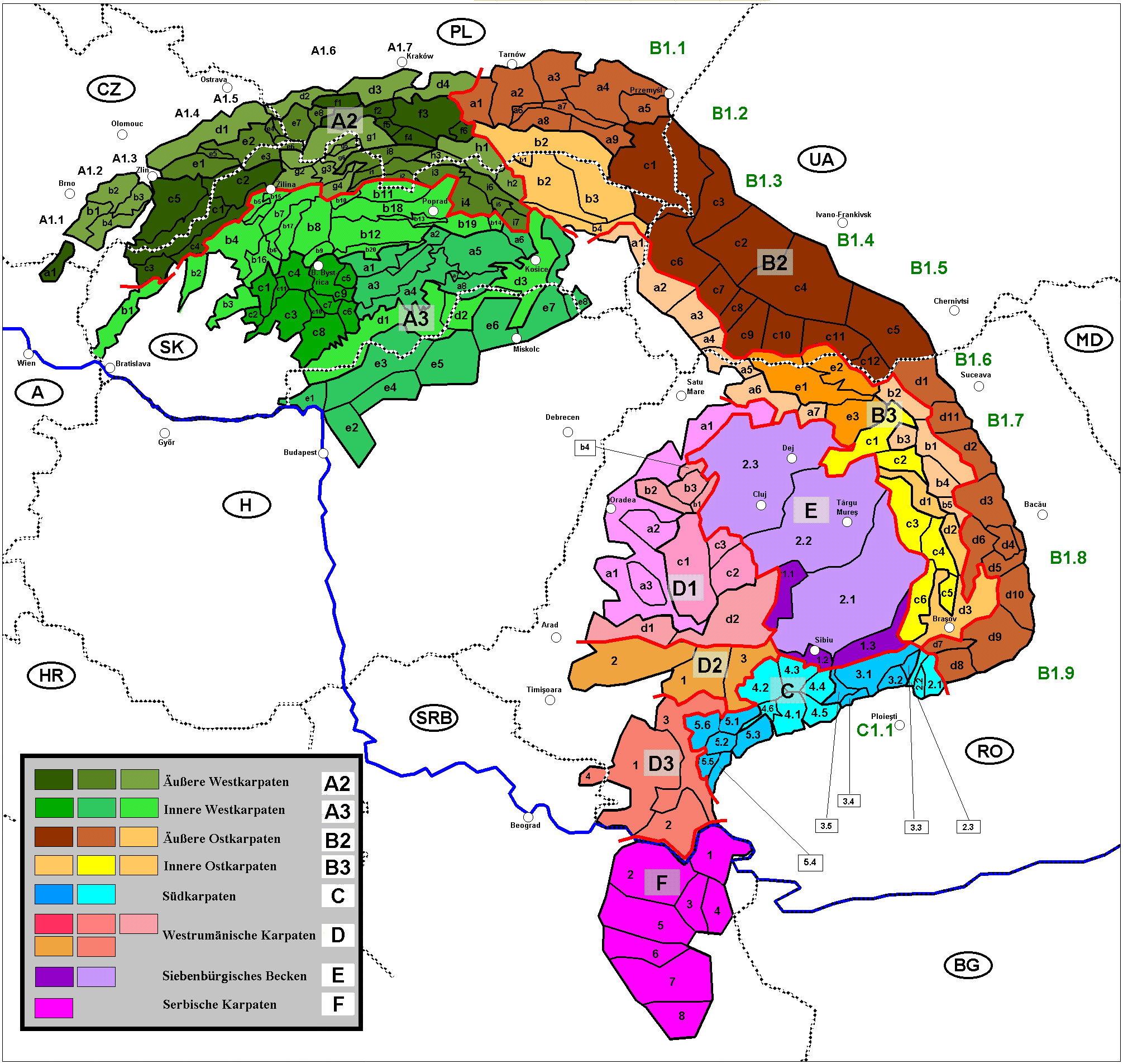
Divisions dels Carpats, inclosa la zona de Vihorlat-Gutin (marcada amb un color taronja clar i etiquetada com a "a": de a1 a a7)

La zona de Vihorlat-Gutin (eslovac: Vihorlatsko-gutinská oblasť; ucraïnès: Вигорлат-Гутинський хребет; hongarès: Vihorlát–Gutin-hegyvidék) és una regió de serralades que van des de l'est d'Eslovàquia, passant per l'oest d'Ucraïna fins al nord de Romania. Té una llargada de 220 km.
Geològicament aquestes serres es consideren part dels Carpats Orientals Interiors. Dins de Romania, però, és tradicional dividir els Carpats orientals en territori romanès en tres grups geogràfics (nord, centre, sud), en comptes de ser en seccions "interiors" i "exteriors". Les parts romaneses de l'àrea de Vihorlat-Gutin es consideren part dels Carpats septentrionals de Maramureş i Bucovina (romanès: Munţii Carpaţi ai Maramureşului şi Bucovinei).

## Subdivisions

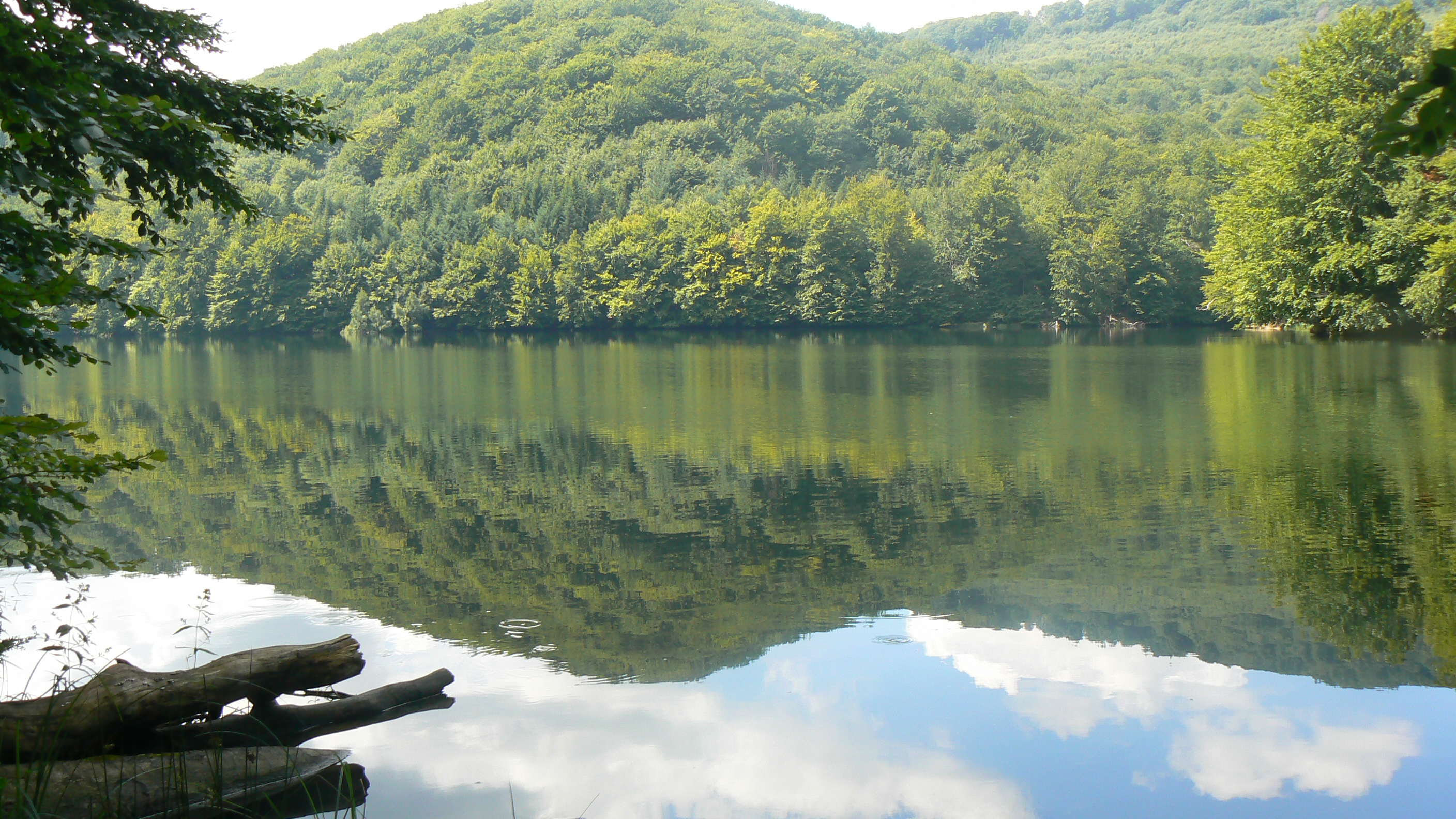
Llac Morské oko ("Ull del mar"), a les muntanyes de Vihorlat d'Eslovàquia

- Muntanyes de Vihorlat (eslovac: Vihorlatské vrchy; ucraïnès: Вигорлат), que abasta l'Àrea de Paisatge Protegit de Vihorlat i el Morské oko (Eslovàquia i Ucraïna)
- Makovytsia (ucraïnès: Маковиця) (Ucraïna)
- Velikyi Dil (ucraïnès: Великий Діл) (Ucraïna)
- Tupyi (ucraïnès: Тупий) (Ucraïna)
- Muntanyes d'Oaș (romanès: Munţii Oaşului; ucraïnès: Оаш гори) i la depressió d'Oaș (romanès: Depresiunea Oașului) (ucraïna i Romania)
- Muntanyes Gutin (romanès: Munţii Gutâiului; ucraïnès: Гутинський масив) (Romania i Ucraïna)
- Muntanyes Ţibleş (romanès: Munţii Ţibleşului) (Romania)